# کفایةالطب
«کفایة الطب» از آثار پزشکی سده ششم هجری به زبان فارسی است. مؤلف آن «ابوالفضل حُبیش تفلیسی»، این کتاب را در سال ۵۵۰ نوشته و به ملک‌شاه یکم سلجوقی پیشکش کرده‌است. نام این کتاب به معنی «آنچه شما را در زمینه پزشکی بی‌نیاز می‌کند» است.
گردآورنده آن، حبیش تفلیسی» از دانشوران سده ششم هجری و صاحب آثار گوناگونی در زمینه ستاره‌شناسی، پزشکی، داروشناسی، قرآن‌شناسی، علوم ادبی و تعبیر خواب است. کتاب «کفایة الطب» هم از بعد ادبی و سبک‌شناسی و هم از نظر تاریخ پزشکی قابل تأمل است.
سامان‌مندی در دسته‌بندی مطالب و آسان‌یابی موضوعات، و هم‌چنین نثر مختصر و مفید این کتاب را از ویژگی‌های سودمند آن دانسته‌اند.

## درون‌مایه
این کتاب دارای سه بخش به شرح زیر است: کتاب اول در معرفت علم بجشکی (پزشکی)؛ کتاب دوم در غذاها و داروهای مفرده؛ کتاب سوم در غذاها و داروهای مرکبه.

بخش نخست به معرفی نشانه بیماری‌ها و سبب و درمان آن‌ها پرداخته و بخش دوم دربرگیرنده نام داروهای غیرترکیبی است. در بخش سوم نیز نام داروهای ترکیبی به دو زبان فارسی و عربی به ترتیب الفبایی ذکر شده‌اند که با توضیح دربارهٔ خواص و شیوه تهیه آن‌ها همراه‌است.
برابرهای کهن ذکر شده برای نام برخی از داروها در این کتاب بسیار نادرند.
این اثر، مجموعه گفته‌های علمی بزرگترین پزشکان یونان، ایران و هند مانند بقراط، جالینوس، دیسقوریدوس، ارجیجانس، فولس، اربیاسیوس، روفس، دیوجانس، تیاذوق، یوحنا، سرابیون، ابن ماسویه، محمد زکریا، حنین بن اسحق، مداینی، ابن سینا، ابن عبدان، دمشقی، عبدوس و شرک هندی را دربر می‌گیرد.

## دست‌نوشته‌ها
نسخه ویراسته از این اثر با سنجش میان هفت دست‌نوشته آن و بر اساس قدیمی‌ترین نسخه موجود از آن که در کتابخانه مرکزی دانشگاه تهران نگهداری می‌شود انجام شده‌است.
از این کتاب ظاهراً شش نسخه در ایران وجود دارد. دو نسخه در کتابخانه دانشکده پزشکی دانشگاه تهران به شماره‌های ۲۲۲ و ۲۲۳. نسخه اول دارای تاریخ ۷۲۲ و نسخه دوم بدون تاریخ ولی ظاهراً از قرن سیزدهم است (رهاورد ۱۳۳۳، ص۳۷۳). نسخه دیگر متعلق به کتابخانه مجلس شورای اسلامی و از قرن هشتم است. شماره این نسخه ۶۳۳۲ است (حائری ۱۳۵۰، ص۳۴۷–۳۴۹). نسخه‌ای دیگر با تاریخ ۱۲۷۱ و شماره ۲۴۹۱ متعلق به دانشگاه تهران است (دانش‌پژوه ۱۳۴۰، ص۱۲۵۸). نسخه پنجم متعلق به کتابخانه ملی ملک و از قرن یازدهم هجری است. شماره این نسخه ۴۷۷۶ است (افشار، دانش‌پژوه ۱۳۶۱، ص۶۲۵). نسخه ششم از قرون ششم و هفتم و متعلق به کتابخانه خصوصی فرهاد معتمد در تهران است.
مجموعه دو جلدی «کفایة الطب» در دو جلد با چاپ رنگی و حفظ اصالت شکل و رنگ موجود در نسخه‌ها در سال ۱۳۹۰ خورشیدی از سوی پژوهشگاه علوم انسانی و مطالعات فرهنگی منتشر شده‌است.